# 다마키 유이치로
다마키 유이치로(일본어: 玉木 雄一郎, 1969년 5월 1일 ~ )는 대장성과 재무성의 관료를 지낸 일본의 정치인으로 중의원 의원이다. 현재 국민민주당의 대표이다.

## 생애
가가와현 오카와군 산가와정 (현 사누키시)에서 태어났다. 아버지는 수의사로서 공익 사단법인인 가가와 현 수의사회 부회장을 역임했다. 그는 고향인 산가와 정에서 소학교(초등학교)와 중학교를 졸업했고 가가와 현립 다카마쓰 고등학교를 졸업했으며, 도쿄 대학 법학부를 졸업했다.
그는 1993년 대장성에 입성했으며, 1997년 하버드 대학교 케네디 스쿨에서 관비(官費)로 유학했다. 이후 외무성 중동 제1과를 잠시 거쳐 2001년부터 2002년까지 오사카 국세국 총무과장을 지냈다. 2002년에는 내각부에 파견되어, 제1차 고이즈미 내각에서 당시 내각부 특명담당대신(행정 개혁 담당)이었던 이시하라 노부테루의 비서 전문관을 맡았다.
그는 2005년 재무성 주계국 주사를 끝으로 재무성에서 퇴임하여 관료 생활을 마치고 정계에 입문하였으며, 그 해 9월 제44회 총선거에 민주당의 공천을 받아 가가와현 제2구에 출마했으나 낙선했다. 이후 2009년 8월 제45회 총선거에서 민주당 공천으로 또 다시 가가와현 제2구에 출마하여 당선되었다.
그는 2010년 민주당 가가와현 연합 대표에 임명되었고, 그 해 10월 민주당 정책조사회장에 취임한 마에하라 세이지 아래의 정조회장 보좌로 기용된다.
2012년 제46회 총선거에서는 민주당의 지지가 바닥을 기는 상황에서도 자신의 지역구인 가가와현 제2구에서 자민당의 정치 신인 세토 다카카즈를 가까스로 누르고 재선되었다(지역구에서 패배한 세토 다카카즈는 자민당의 비례대표로 부활). 이 선거에서 주고쿠, 시코쿠, 규슈 등 일본 서남부 지역에서 민주당이 획득한 지역구 의석은 가가와 2구의 다마키 뿐이었다. 선거 이후 그는 민주당 부간사장 및 정책조사회 부회장을 역임했다.
이후 2014년 12월 제47회 총선거에서도 가가와현 제2구에서 다시 세토 다카카즈를 꺾고 3선에 성공한다(세토 역시 또 다시 비례대표 부활).
2016년 9월, 그는 민진당의 대표 선거에 출마해 116표를 획득했지만, 과반수의 표를 얻은 렌호에게 패했다. 선거 이후 당 임원 인사에서는 간사장 대리에 임명되었다.
2017년 10월, 제48회 총선거에서 그는 야권 통합 과정 속에서 당내 의원들의 이탈에도 불구하고 마에하라 세이지 대표의 방침을 지키고 희망의 당의 공천을 받아 출마하여 가가와현 제2구에서 4선에 성공했다. 선거 직후 11월 10일에 고이케 유리코 전 대표의 후임으로 희망의 당 대표에 선출되어 11월 14일 취임했다.
2018년 5월 7일, 야권 통합 논의의 결과에 따라 민진당과 희망의 당이 합당하여 만들어진 국민민주당에서 오쓰카 고헤이와 함께 공동대표로 취임했다. 이들이 추진한 야권 통합의 목적은 입헌민주당을 대체하는 제1야당을 만들기 위한 것이었지만, 민진당과 희망의 당 양측에서 신당 불참자가 속출함에 따라 결과적으로 제1야당에는 이르지 못했다.
2018년 9월 4일, 국민민주당 창당 후 처음 실시된 대표 선거에서 204표를 얻어 74표를 얻은 쓰무라 게이스케를 큰 표차로 꺾고 대표에 재선되었다.

## 정책 및 주장
- 39세 이하의 자녀가 있는 세대가 장래 불안을 이유로 소비를 억제하고 있는 상황이 개인 소비가 늘지 않는 이유 중 하나임을 감안하여, 육아·교육의 완전 무상화를 지향하기 위한 "어린이 국채" 의 발행을 주창하고 있다. 국채 발행은 단기적으로는 국가의 부채가 되지만, 중장기적으로 보면 육아·교육이 쉬운 환경을 갖춤으로서 개인 소비의 확대, 출산율 상승이 기대되고, 그 아이들이 장래에는 납세자가 됨으로써 상환이 가능해질 것이라는 중장기적 관점에서 본 "사람에 대한 투자" 의 중요성을 지론으로 하고 있다.[10][11]
- 헌법 개정에 대해서는 입헌주의의 강화의 관점에서 논의를 추진하고 있다. 이와 더불어 헌법재판소의 설치, 중참 양원의 각각의 기본 기능 재정립, 지방 자치에 대한 통치 기구 개혁에 대해서도 논의를 심화시킬 필요가 있다고 말했다. 또 자민당의 헌법 초안에 대해서는 입헌주의의 관점에서 볼때, 기본적 인권과 국민 주권의 이념을 경시하고 있다고 말하며 이와 함께 자위대의 해외에서의 무력 행사를 인정하지 않겠다는 자신의 입장에 따라 반대 의사를 표시했다.[10]
- 안전 보장에 대해서, 낙도 방위와 미사일 방어, 사이버 방위에 대응하기 위해 "영역경비법" 등의 법 정비의 필요성을 주장하고 있으며, 또한 대등한 미일 관계를 목표로 하기 위해 "군속(軍屬)"의 정의를 재검토하는 등, 미일 지위 협정 등에 대해서 새로운 제안을 하고 있다.[10]
- 일본의 전통과 문화, 공조의 정신을 소중히 하는 동시에 국제화 시대에 필요한 다양성과 비전을 존중하여 "자유보수주의 정당" 으로서의 민진당의 확립을 목표로 하였다. 또 당내 개혁의 일환으로 선거 후보자 선정에 경선 제도를 도입하고 그 가운데 "여성 전용 선거구", "20대, 30대 전용 선거구"를 설치하기로 했다.[10]
- 보도에 국가 권력의 개입을 막기 위해 "기자클럽" 제도를 폐지하고, 일본의 애니메이션, 만화, 게임, 그 2차 창작을 포함한 대중 문화의 진흥을 위해 표현의 자유를 최대한 보장하며, 미국의 "페어 유스"를 참고하여 저작권의 지나친 규제를 억제할 것을 주장하며 저작권 침해죄를 "비(非) 친고죄" 로 하는 것에 반대 의사를 밝혔다.[10]
- 북한이 시마네현, 히로시마현, 고치현의 각 상공을 통과시켜 괌 주변을 향해 탄도 미사일을 발사할 것을 예고하면서 2017년 8월 10일 중의원 안전 보장 위원회의 폐회 심사에서 공백 지대인 시코쿠에 대한 PAC-3 배치의 필요성을 주장하기도 하였다.[12]

아래는 2012년 중의원, 2014년 중의원 선거 때 마이니치 신문에 의해 진행된 복수의 선택 사항 중 하나를 고르는 형식의 설문조사에 대한 답변이다.
- 일본국 헌법의 개정에 찬성하지만 일본국 헌법 제9조의 개정에는 반대하고 있다.
- 집단적 자위권 행사를 금지한 내각법제국의 헌법 해석의 재검토에 찬성하고 있으며, 마에하라 세이지가 주재하는 방위 연구회에 참석했다. 그러나 2015년의 안보법 중의원 표결 시 동료 의원들과 함께 플래카드를 내걸고 맹렬히 반대했다. 이 때문에 희망의 당 이적 때에 정책의 일관성에 대해 묻자 "헌법에 근거하여 운용하고 있으며, 끊임없는 재검토를 실시하여 최종 합의한 만큼 지금까지 민주당, 민진당 시대에 말해온 것과 아무것도 모순되지 않는다" 라고 말했다.
- 일본의 핵무장에 대해서 "장래에 걸쳐서 검토해야 한다" 라고 말하고 있다.
- 원자력 규제 위원회의 새 기준을 충족하는 원자력 발전소의 재가동에 찬성한다.
- 무라야마 담화, 고노 담화의 재검토에 반대한다.
- 특정 민족이나 인종에 대한 증오 연설의 법 규제에 찬성한다.
- 일본의 카지노 규제의 해제에 찬성한다.
- 선택적 부부 별성 제도 도입에 대해 "어느 쪽이라고도 말할 수 없다" 라고 말하고 있다.

## 에피소드
2009년 국회에 처음 등원했을 때 첫 본회의에 가장 먼저 등원하는 것을 목표로 했으나 같은 민주당의 동료 의원 미야케 유키코에게 추월 당해 무산되었다. 이후 2012년 재선된 뒤 국회 개회 날에는 가장 먼저 입성하는 데에 성공했다.

## 역대 선거 결과
|  | 38.91% |

|  | 57.17% |

|  | 50.04% |

|  | 55.82% |

|  | 55.49% |

|  | 63.50% |